# Simon Albelius
Simon Albelius (Brassó, 1593. március 26. – Brassó, 1654. július 19.) evangélikus prédikátor.

## Élete
Atyja Marcus Albelius barcarozsnyói lelkész volt. Tanulmányait szülővárosában és Wittenbergben végezte; ez utóbbi helyen két évet töltött. Disszertációja 1615-ben Dissertatio de iride, halone, virigis et paraselinis  címen jelent meg. 1615-ben visszatért hazájába, ahol a brassói gimnázium igazgatását bízták rá. Feladatát erős kézzel látta el négy évig, 1619. április 4-i városi prédikátorrá történt megválasztásáig; ezt az időszakot évszázadokkal később is a gimnázium fénykorának kezdeteként emlegették. Városi lelkészként szintén a hatáskörébe tartozott az iskola felügyelete. A lelkészlakban kémiai laboratóriumot rendezett be.
Halálával az Albelius család kihalt; leányágon unokája Marcus Fronius volt. Arcképe egy sírkövön a brassói evangélikus templomban maradt fenn.

## Művei
Kiadta Comenius Janua linguarum reserata című munkáját (1638). Megírta Erdély történetét, körülbelül 1590-től kezdve; ezt a kéziratot Fronius még használta, de utóbb elveszett.
Friedrich Adolph Lampe a Historia ecclesiae reformatae in Hungaria et Transylvania (Trajecti ad Rhenum, 1728) című kötetében közli a brassói evangélikus egyházközség történetéről szóló munkáját Literae de reformatione ecclesiae Coronensis címen.